# Leonhard Bülow
Leonhard Bülow, auch Bülau (* 17. August 1817 in Riga, Gouvernement Livland; † 6. November 1890 in Moskau, Gouvernement Moskau), war ein deutsch-baltisch-russischer Porträt-, Genre- und Historienmaler der Düsseldorfer Schule.

## Leben
Leonhard Bülow, Sohn des Tischlermeisters August Friedrich Wilhelm Bülow und dessen Ehefrau Catharina Wilhelmina, geborene Dobricht, wirkte bereits als Maler und hatte als seinen Schüler den Porträtmaler Johann Eduard Hay, ehe er bis 1842 die Kunstakademie Düsseldorf besuchte. Danach kehrte er nach Riga zurück, wo er bis 1856 lebte. Nach einem Wanderleben, das ihn durch verschiedene Städte des Russischen Kaiserreichs führte, ließ er sich schließlich in Moskau nieder, wo er 1892 verstarb.